# 남자 만들기
《남자 만들기》는 1995년 11월 8일부터 1995년 11월 30일까지 방영된 KBS 2TV 수목 미니시리즈이다.
한편, 육군 측으로부터 군의 내부 방침이나 명예를 더럽히는 묘사가 있으면 내용의 삭제나 변경을 요구하라는 명령을 받았다. 또한 극중 영애 역으로 나온 오현경은 SBS 월화드라마 《야망의 불꽃》과 겹치기 출연했는데 영애 역은 당초 음정희가 거론됐지만 재충전의 시간을 위해 고사했다.

## 등장 인물
- 차인표 : 박한주 역
- 오현경 : 영애 역
- 감우성 : 명태민 역
- 이휘재 : 도명철 역
- 구본승 : 나민수 역
- 반효정 : 박한주의 어머니 역
- 이정욱 : 성찬호 역
- 진운성 : 안상만 역
- 송영창 : 태완 역
- 김세준 : 나경칠 역 - 육군훈련소 분대장
- 홍륜의 : 김영국 역
- 전원주 : 나민수의 어머니 역
- 원준 : 육군훈련소 분대장 역 - 박한주의 친구
- 곽진영 : 박한주의 친구 애인 역
- 박진성 : 육군훈련소 교육중대장 역
- 백일섭 : 주임원사 역
- 이의정 : 미자 역 - 주임원사의 딸
- 조민희 : 오지나 역 - 도명철의 약혼녀
- 김광필
- 차태현
- 최재원
- 정의갑
- 송윤아
- 박상아
- 하다솜
- 이형철